# Nagyítás (hetilap)
A Nagyítás szerdánként megjelenő konzervatív társadalmi-politikai-kulturális hetilap volt. Első száma 2009. december 16-án, a búcsúzó, 40. szám 2010. szeptember 8-án jelent meg. Kortárs publikációk mellett folytatásokban közölte Szentkuthy Miklós Egyiptomi Mária című kiadatlan regényét. Hasábjain jelent meg Orbán Viktor nagy port felvert, 2009. szeptemberi kötcsei beszéde. A hetilap, amelynek főszerkesztője Csontos János, főszerkesztő-helyettesei Brém-Nagy Ferenc és Száraz Miklós György, lapigazgatója Fekete Zoltán voltak, 2010-ben anyagi nehézségek miatt szűnt meg.
Kiadását a Szövetség a Polgári Magyarországért Alapítvány, a Barankovics István Alapítvány és a Polgári Kultúráért Alapítvány támogatta.